# László Tóth (Bischof)
László Tóth (* 21. April 1912 in Csakberény; † 6. Juli 1997 in Veszprém) ist ein ungarischer Bischof.
Tóth wurde am 23. Juni 1935 zum Priester geweiht. Papst Paul VI. ernannte ihn am 2. April 1976 zum Titularbischof von Baia und Weihbischof in Veszprém. Kardinal László Lékai, Erzbischof von Esztergom, weihte ihn am 8. Juni 1976 zum Bischof. Mitkonsekratoren waren Imre Kisberk, Bischof von Székesfehérvár, und László Kádár, Bischof von Veszprém. Am 5. Juni 1987 ging er in den Ruhestand.